# Edmond Roudnitska (athlétisme)
 (mai 2011).
Si vous disposez d'ouvrages ou d'articles de référence ou si vous connaissez des sites web de qualité traitant du thème abordé ici, merci de compléter l'article en donnant les références utiles à sa vérifiabilité et en les liant à la section « Notes et références ».
Edmond Pierre Roudnitska, né le 26 janvier 1931 à Argenteuil dans le département du Val-d'Oise en France et mort le 31 janvier 2023 à Paris, est un athlète français. 

## Biographie
Spécialiste du 110 m haies, il a eu une carrière d’une grande longévité et a participé à trois Jeux olympiques.
De 1956 à 1960, il bat ou égale sept fois le record de France[réf. nécessaire]. Fils d'Edmond Roudnitska (1905-1996), maître parfumeur français, ingénieur chimiste et directeur d’usine à Bombay en Inde, il poursuivit sa carrière professionnelle comme consultant international.

## Carrière sportive
Licencié au PUC puis au Nice Université Club, il domine le 110 m haies de 1956 à 1960.

## Palmarès
- Gagne le 110 m haies au championnat d’Europe à Berne
- Vainqueur du 110 m haies dans les matches suivants : France Sud – Espagne et France Sud - Portugal
- Championnats internationaux de Roumanie
- Jeux mondiaux inter-alliés
- Paris – Budapest
- France – Belgique (2 fois)
- France – Finlande (2 fois)
- France – Espagne
- France – Suède
- France – Italie
- France – Pologne
- France – Allemagne – Roumanie : seul Français vainqueur en course, comme Jean-François Brisson, recordman de France, fut le seul Français vainqueur dans le match France – Allemagne de 1938.
- France – Grande-Bretagne

Il fut champion de Paris en 1952 à 2/10e de son ancien record de France, établi 16 ans auparavant et seul Français vainqueur de tous les matchs internationaux en 1956.

## Records
- Co-recordman d’Europe du 60 m haies, 6 s 9/10 en 1954
- Recordman de France
- 110 m haies en 14 s 4 puis 14 s 3, 1954
- 110 m haies en 14 s 2 puis 14 s 3, 1960 (record établi 7 fois)
- 200 m en 24 s 2